# 實業先鋒
實業先鋒 （英語：Industrial Pioneer）是一匹在香港受訓的純種賽駒，現已退役，主要勝出賽事包括百週年紀念銀瓶、香港打吡大賽和香港金盃。

## 競賽生涯

### 2000-01年馬季
實業先鋒來港被評為98分，初出即跑董事盃與一眾本地頂級佳駒如靚蝦王，電子麒麟等周旋，跑第9名。第三場角逐三級賽百週年紀念銀瓶，更擊敗老馬王原居民專冠。

其後於香港金盃不敵同屬4歲對手的偶像和喜蓮精神，但最終在打吡大賽中以兩個馬位反先，為練馬師簡炳墀贏出第5個打吡冠軍。接著出戰女皇盃表現失準只得第10。隨後跑遮打盃則上名得第3名。季後獲選成為最佳中距離馬。

### 2001-02年馬季
季內首戰沙田錦標大敗，賽後發現右前蹄不良於行。久休3個月後角逐董事盃跑第7，百周年紀念銀瓶第5，最後在香港金盃險勝喜蓮精神，再奪一級賽。 後因傷患未有出賽，久休多年終告退役。

## 外部連結
- 香港賽馬會